# La Forêt de Fontainebleau : matin
La Forêt de Fontainebleau : matin est une peinture à l'huile du peintre de l'École de Barbizon Théodore Rousseau, réalisée entre 1849 et 1851. Elle a été exposée au Salon de Paris de 1850 à 1851. Elle fait partie de la collection de la Wallace Collection de Londres. C'est une peinture de paysage qui représente la forêt de Fontainebleau au petit matin.